# Leptocaris pori
Leptocaris pori är en kräftdjursart som beskrevs av Lang 1965. Leptocaris pori ingår i släktet Leptocaris och familjen Darcythompsoniidae. Inga underarter finns listade i Catalogue of Life.